# Mansfeldy
Mansfeldy (niem. Mansfeld) – wieś w Polsce położona w województwie warmińsko-mazurskim, w powiecie działdowskim, w gminie Iłowo-Osada.
W latach 1975–1998 miejscowość administracyjnie należała do województwa ciechanowskiego.

## Rys historyczny
Mansfeldy (Mansfeld) jako folwark powstały w II połowie XIX w. razem z dworem i parkiem. Budynki rozebrano około roku 1945 r.